# Салвадор Монкада
Салвадор Монкада е (на английски: Salvador Moncada) e хондураско-британски фармаколог и професор.

## Биография
Роден е в Тегусигалпа, Хондурас на 3 декември 1944 г. Завършва „Медицина“ в Университета на Ел Салвадор през 1970 г. След това заминава за Лондон, за да специализира по фармакология (1973).
Директор е на Института за биомедицински изследвания „Уолфсън“ на Университетски колеж Лондон. Занимава се активно с въпросите на възпалителните процеси, тромбоцитите и взаимодействието между тях и кръвоносните съдове.
Женен е за белгийската принцеса Мария-Есмералда (полусестра на предишния крал на Белгия Бодуен и на сегашния крал Албер II, неин кръстник), от която има 2 деца.